# Chott El Guettar
Chott El Guettar (àrab: شط القطار, xaṭṭ al-Qaṭṭār, pronunciat localment xoṭṭ al-Gaṭṭār) és un xot al sud-est de Gafsa i al sud-oest de la ciutat de Guetar. Administrativament és dins de la governació de Gafsa. Antigament fou un llac salat, però avui dia el terreny està sec. El territori és estèril i deshabitat com també ho és el terreny de la seva rodalia excepte al nord, on hi l'oasi de Gafsa i Guetar, amb carretera i via de ferrocarril. Fora d'aquesta part nord, està rodejat de muntanyes: al sud-oest el Djebel Sehib, al sud el Djebel Bou Jerra, al sud-est el Djebel Berdaa, i a l'est el Djebel Ank. Mesura uns 50 km².